# Deives Moraes
Deives Moraes (São Leopoldo, 28 de janeiro de 1985) é um jogador de futsal brasileiro. Atualmente, joga pelo Corinthians e pela Seleção Brasileira de Futsal na posição de pivô.
Foi o artilheiro da Liga Futsal de 2012, com 24 gols; e um dos artilheiros da edição de 2016 da Liga Nacional de Futsal, com 20 gols, jogando em ambas pelo Corinthians. É considerado um dos principais atletas da história do clube paulista.